# Yoshida Yoshihide
Đại tướng Yoshida Yoshihide (吉田圭秀 (Cát Điền Khuê Tú)) sinh ngày 30 tháng 10 năm 1962 là một sĩ quan thuộc biên chế Lực lượng Phòng vệ Mặt đất Nhật Bản. Ông từng giữ các chức vụ Sư đoàn trưởng Sư đoàn số 8, Tổng thanh tra miền Bắc, Tổng chỉ huy mặt đất, và Tổng tham mưu Lục quân thứ 38. Yoshida hiện là Tổng tham mưu trưởng thứ 7 của Bộ Tổng tham mưu Nhật Bản. 

## Sự nghiệp

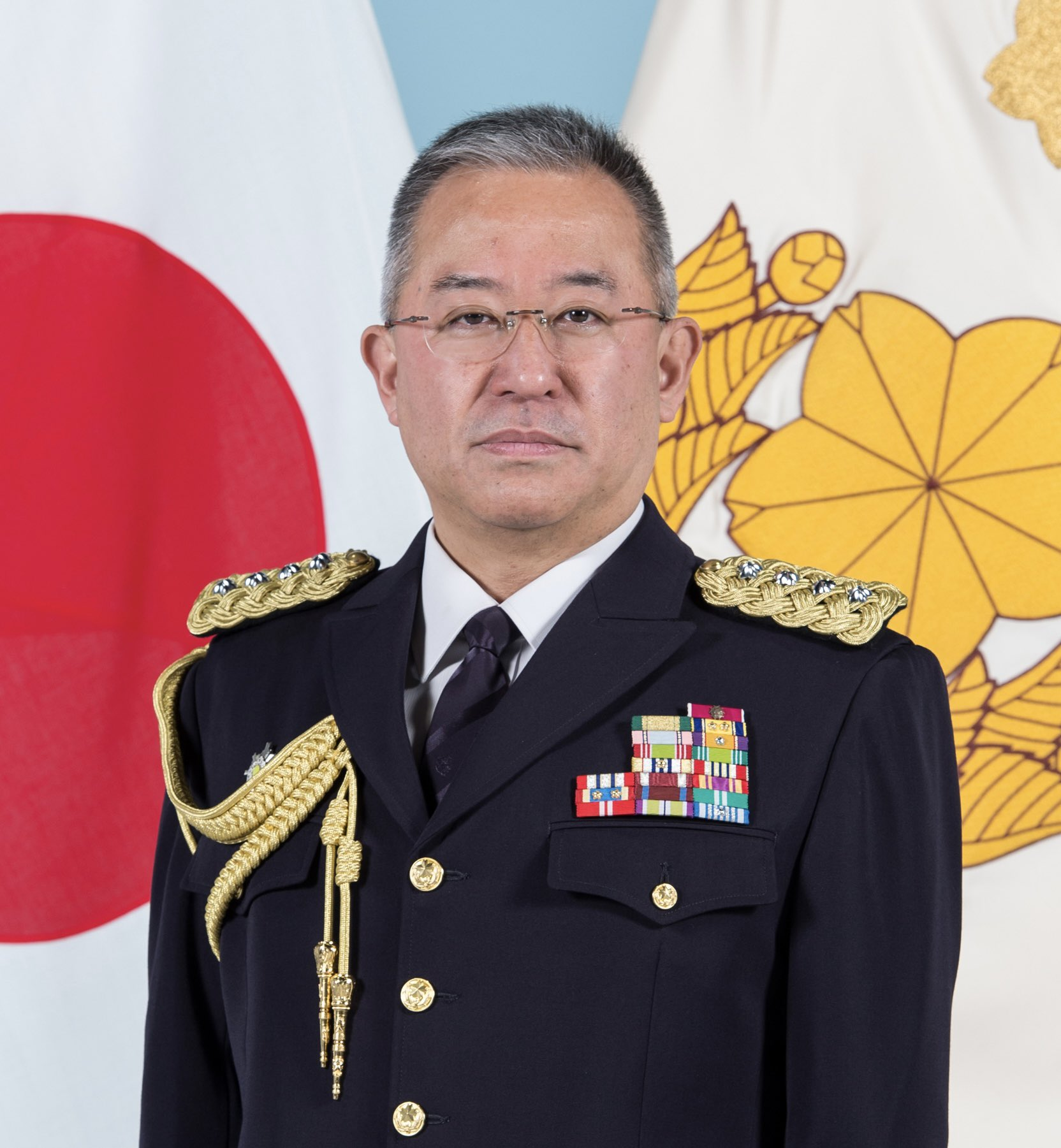
Đại tướng Yoshida khi còn là Tổng tham mưu Lục quân

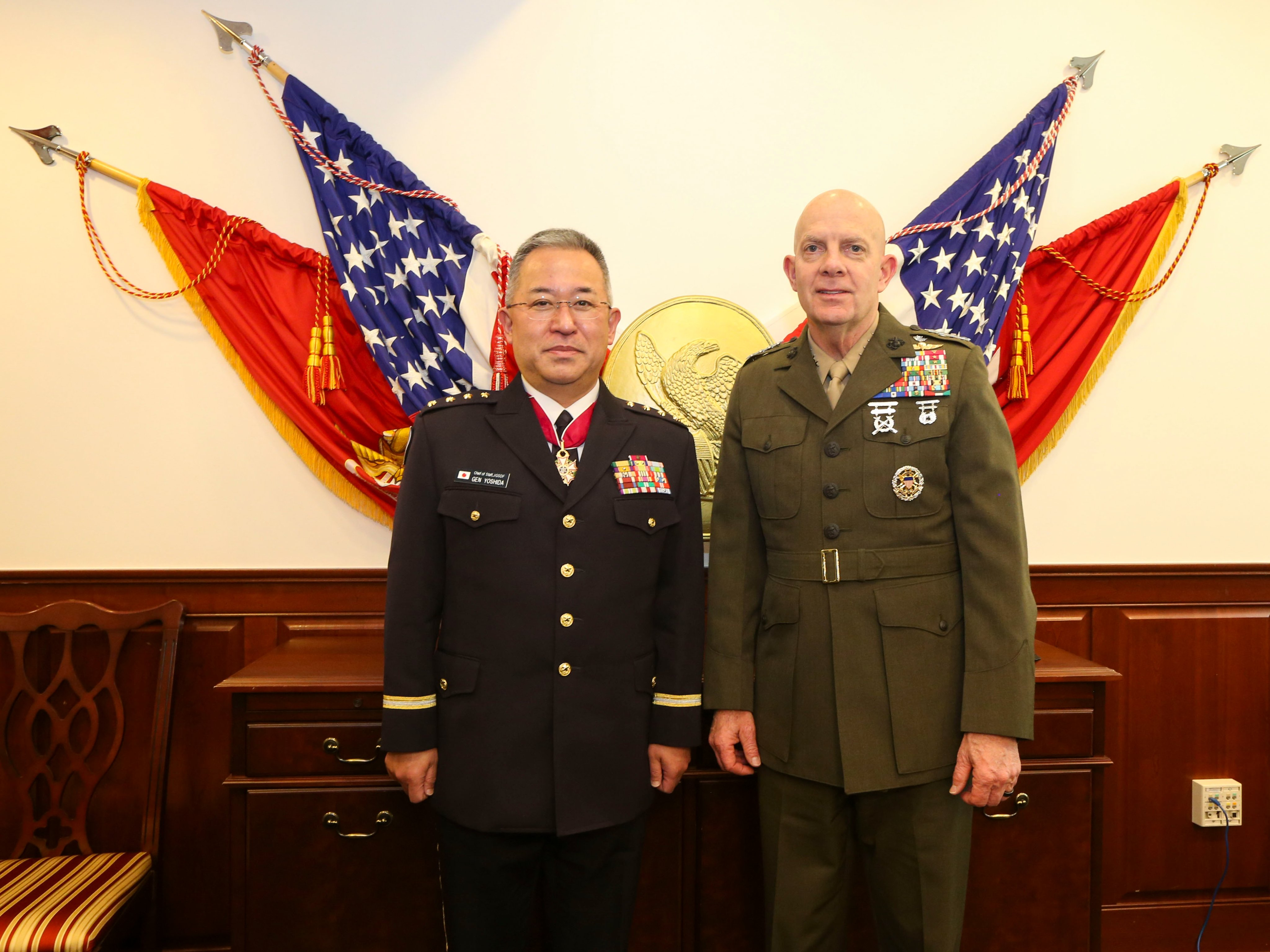
Tổng tham mưu Lục quân Yoshida cùng Chỉ huy trưởng Thủy quân lục chiến Hoa Kỳ David H. Berger

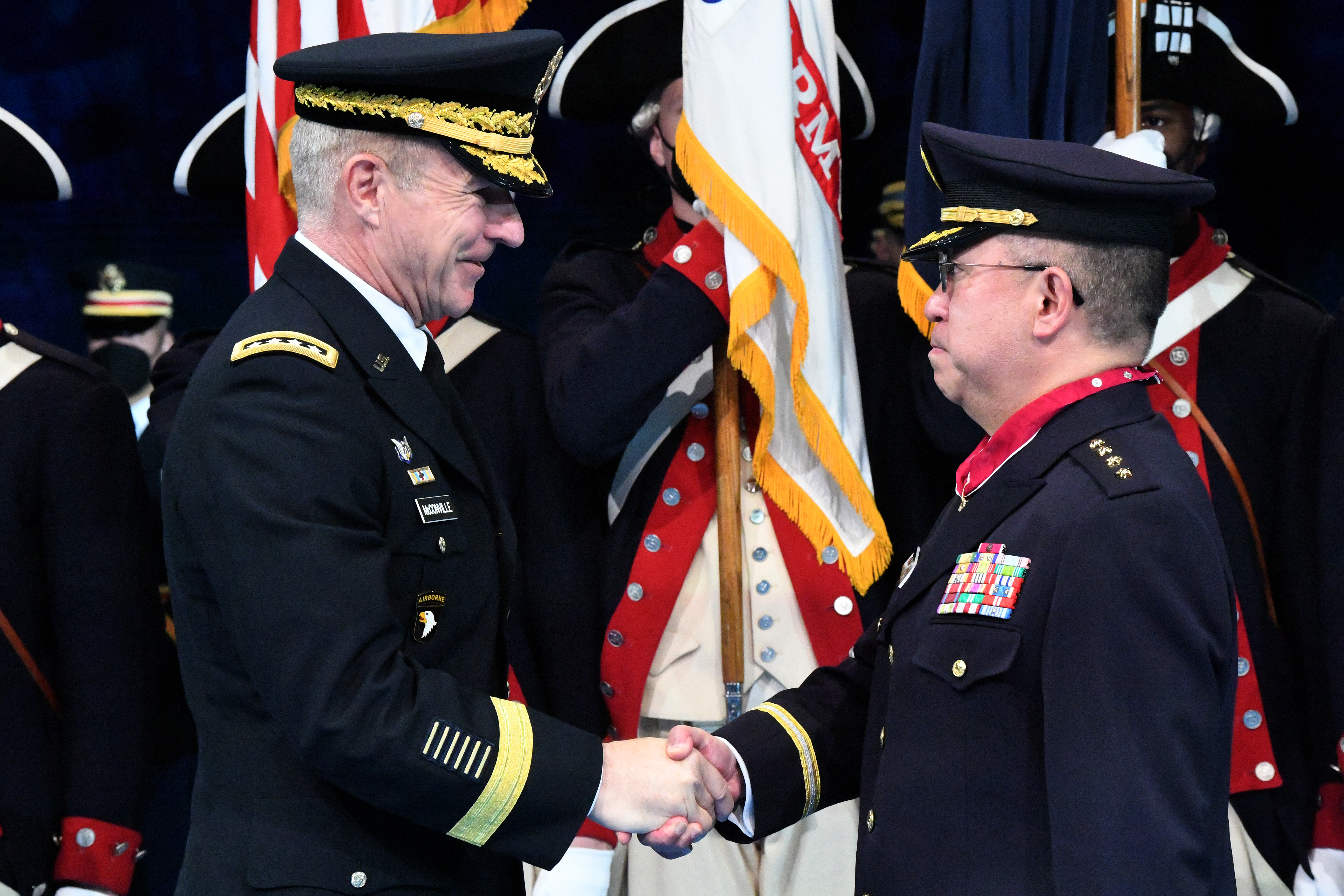
Tổng tham mưu Yoshida nhận huân chương Legion of Merit từ chính phủ Hoa Kỳ

Yoshida sinh ra tại Tokyo. Ông đã tốt nghiệp trường Cao học Komaba trực thuộc Đại học Tsukuba, đồng thời tốt nghiệp khoa kỹ thuật đô thị của Đại học Tokyo vào tháng 3 năm 1986. Cùng tháng đó, ông gia nhập Lực lượng Phòng vệ Mặt đất Nhật Bản và được thăng đến hàm Thượng tá bộ binh. Ngày 8 tháng 8 năm 2017, ông thăng lên Đại tướng và nhậm chức Sư đoàn trưởng Sư đoàn 8. Yoshida nhậm chức Tổng thanh tra miền Bắc thứ 38 với phương châm là "Hoàn thành nhiệm vụ được giao như một tập đoàn tác chiến tiên tiến", đồng thời yêu cầu các binh lính phải có "ý chí vệ quốc, linh hoạt mà kiên cường, và tinh thần Hokkaidō".
Ngày 15 tháng 4 năm 2020, Yoshida nhậm chức Tổng tham mưu mặt đất thứ 4 và chọn phương châm "Hiện thực hóa chiến lược, hoàn thành tác chiến". Chưa đầy 1 năm sau, ngày 26 tháng 3 năm 2021, ông trở thành Tổng tham mưu Lục quân thứ 38. Nếu tính cả các Tổng tham mưu từ cuối thời Chiêu Hòa cho đến đầu thời Bình Thành, Yoshida là người đầu tiên sau 33 năm (thực tế là người đầu tiên trong lịch sử) trở thành Tổng tham mưu sau khi tốt nghiệp một đại học thường, đồng thời là người đầu tiên từng làm cố vấn cho Cơ quan An ninh Quốc gia Nhật Bản trở thành Tổng tham mưu mặt đất.
Tại cuộc họp Nội các ngày 22 tháng 3 năm 2023, Yoshida chấp nhận và công bố được bổ nhiệm làm Tổng tham mưu trưởng vào ngày 30 tháng 3. Ông trở thành người đầu tiên được bổ nhiệm vào chức vụ đứng đầu quân đội mà chưa từng nhập học tại Học viện Phòng vệ Nhật Bản.

## Đời tư
Khi đang học đại học, Yoshida rất muốn tìm kiếm một chỗ làm trong chính phủ, và ông nhập học Trường đào tạo sĩ quan lục quân dự bị sau khi thấy một bài nghiên cứu về an ninh Nhật Bản, đồng thời nhập ngũ vào Lực lượng Phòng vệ Mặt đất Nhật Bản. 
Tuy không có kinh nghiệm thực chiến tại đơn vị gốc của mình là Trung đoàn Bộ binh 26, Yoshida phát triển tại Đại đội 1 với tư cách là chỉ huy trung đội khi được 30 cấp dưới lớn tuổi hơn hỗ trợ, đặc biệt qua việc các sĩ quan hỗ trợ các hạ sĩ trong cả đời sống quân đội lẫn đời thường. Trong một buổi phỏng vấn, Yoshida nói rằng tầm quan trọng của việc gắn bó giữa những người lính mà ông học được trong 3 năm rưỡi kinh nghiệm là động lực của ông tại chức vụ hiện giờ.

## Lý lịch
Nguồn cơ bản
- Tháng 3 năm 1986 (Chiêu Hòa 61): Tốt nghiệp khoa kỹ thuật đô thị Đại học Tokyo[3], nhập học Trường đào tạo sĩ quan lục quân dự bị, trở thành hạ sĩ quan
- Tháng 3 năm 1987 (Chiêu Hòa 62): Gia nhập Trung đoàn Bộ binh 26[3]
- Tháng 8 năm 1990 (Bình Thành 2): Nhập học Học viện Phòng vệ Nhật Bản[3]
- Tháng 3 năm 1992 (Bình Thành 4): Gia nhập Trung đoàn sư phạm cơ giới[3]
- Tháng 8 năm 1993 (Bình Thành 5): Nhập học khóa sĩ quan chỉ huy tại Cao đẳng Sĩ quan Phòng vệ Nhật Bản (khóa 39)[3]
- Tháng 8 năm 1995 (Bình Thành 7): Chuyển sang Bộ Ngoại giao, phòng Hiệp ước An ninh Nhật-Mỹ[3]
- Tháng 8 năm 1997 (Bình Thành 9): Trở thành đại đội trưởng trong Trung đoàn bộ binh 34[3]
- Tháng 8 năm 1998 (Bình Thành 10): Bổ nhiệm vào ban nhân sự Bộ Tổng tham mưu[3]
- Năm 2000 (Bình Thành 12):
  - Tháng 3: Chuyển sang ban trang thiết bị Bộ Tổng tham mưu[3]
  - Tháng 7: Thăng lên Trung tá
- Tháng 3 năm 2003 (Bình Thành 15): Chuyển sang bộ phận quốc phòng Bộ Tổng tham mưu[3]
- Năm 2005 (Bình Thành 17):
  - Tháng 3: Thăng lên Thượng tá
  - Tháng 8: Nhập học Cao đẳng Sĩ quan Phòng vệ Nhật Bản (tại Sở nghiên cứu Quốc phòng)
- 4 tháng 8 năm 2006 (Bình Thành 18): Trở thành nghiên cứu sinh tại trụ sở nghiên cứu Lực lượng Phòng vệ Mặt đất Nhật Bản
- 1 tháng 4 năm 2007 (Bình Thành 19): Chỉ đạo lên kế hoạch nhiệm vụ tại Bộ Tổng tham mưu
- 24 tháng 3 năm 2009 (Bình Thành 21): Chỉ huy Trung đoàn bộ binh 39 kiêm Tư lệnh căn cứ Hirosaki[3]
- 29 tháng 3 năm 2010 (Bình Thành 22): Quản lý ban Quốc phòng tại Bộ Tổng tham mưu
- 5 tháng 8 năm 2011 (Bình Thành 23): Thăng lên Thiếu tướng
- 30 tháng 3 năm 2012 (Bình Thành 24): Trở thành người phát ngôn Bộ tổng tham mưu
- 22 tháng 8 năm 2013 (Bình Thành 25): Phó tổng thanh tra sư đoàn miền Tây
- 4 tháng 8 năm 2015 (Bình Thành 27): Phó Tổng tham mưu trưởng tại Bộ Tổng tham mưu, đồng thời trở thành Thư ký Nội các[10] kiêm Thiếu tướng
- 8 tháng 8 năm 2017 (Bình Thành 29): Thăng lên Đại tướng, trở thành sư đoàn trưởng Sư đoàn 8[5]
- 23 tháng 8 năm 2019 (Lệnh Hòa nguyên niên): Tổng thanh tra miền Bắc thứ 38[6]
- 15 tháng 4 năm 2020 (Lệnh Hòa 2): Tổng chỉ huy Lục quân thứ 4[7]
- 26 tháng 3 năm 2021 (Lệnh Hòa 3): Tổng tham mưu Lục quân thứ 38[11]
- 5 tháng 4 năm 2022 (Lệnh Hòa 4): Nhận huân chương Legion of Merit từ chính phủ Hoa Kỳ[12]
- 30 tháng 3 năm 2023 (Lệnh Hòa 5): Tổng tham mưu trưởng thứ 7

## Tặng thưởng
- Chỉ huy Legion of Honor - ngày 5 tháng 4 năm 2022